# Gorges de la Dala
Pour les articles homonymes, voir Dala.
Les gorges de la Dala sont des gorges situées sur la commune de Loèche-les-bains, le long de la Dala, dans le canton du Valais, en Suisse.

## Géographie

### Situation
Les gorges, longues de 1 000 mètres, se situent dans le Nord du canton du Valais, à une altitude variant de 1 542 à 1 453 mètres.

## Activités

### Randonnée
Le sentier des sources thermales longe les gorges sur près de 600 mètres.